# Until They Sail
Until They Sail is een Amerikaanse dramafilm uit 1957 onder regie van Robert Wise. Destijds werd de film in Nederland uitgebracht onder de titel Vrouwen zonder mannen.

## Verhaal
De vaders en de mannen van de Nieuw-Zeelandse zussen Leslie vertrekken naar het front aan het begin van de Tweede Wereldoorlog. De vier vrouwen zijn eenzaam, maar ze weerstaan de verleiding om zich in te laten met Amerikaanse soldaten. Uiteindelijk begint Delia Leslie alsnog een relatie.

## Rolverdeling
| Acteur             | Personage              |
| ------------------ | ---------------------- |
| Jean Simmons       | Barbara Leslie Forbes  |
| Joan Fontaine      | Anne Leslie            |
| Paul Newman        | Kapitein Jack Harding  |
| Piper Laurie       | Delia Leslie Friskett  |
| Charles Drake      | Kapitein Richard Bates |
| Sandra Dee         | Evelyn Leslie          |
| Wally Cassell      | Phil Friskett          |
| Alan Napier        | Openbare aanklager     |
| Ralph Votrian      | Max Murphy             |
| John Wilder        | Tommy                  |
| Tige Andrews       | Marinier               |
| Adam Kennedy       | Andy                   |
| Mickey Shaughnessy | Marinier               |